# Långträsket (Forsmarks socken, Uppland)
Långträsket är en sjö i Östhammars kommun i Uppland och ingår i Forsmarksåns huvudavrinningsområde.